# 7th Level
7th Level (später 7th Street.com, dann Learn2.com) (NASDAQ: SEVL) war ein börsennotiertes Softwareunternehmen mit Sitz in Richardson, Texas, das Computerspiele und Kinder-Lernsoftware entwickelte und vertrieb. Ab 1997 stellte 7th Level die Spieleentwicklung ein und konzentrierte sich nach einer Fusion auf Internet-Anwendungen. Später fusionierte 7th Level mit verschiedenen anderen Unternehmen und vertrieb Software-Trainingskurse und Tutorials.
Zu den erfolgreichsten Produkten gehören drei Monty-Python-Spiele, die zwischen 1994 und 1998 in Zusammenarbeit mit Terry Gilliam entstanden, und die Mech-Simulation G-NOME. Andere Software-Produkte waren unter anderem die proprietäre Playback-Engine TopGun, das 2D-Animationsprogramm Studio 7 und die Internet-Software Agent 7.

## Unternehmensgeschichte

### Computerspiele und Kindersoftware
7th Level wurde 1993 von George D. Grayson, vorher Präsident und Gründer des Softwareunternehmens Micrografx, dem Musiker Scott Page und dem Unterhaltungsproduzenten Bob Ezrin gegründet. Grayson wurde CEO des Unternehmens. Zu den Investoren gehörten Michael Milken und der Mitgründer von Lorimar Telepictures Corp. Merv Adelson. Es hatte seinen Sitz in Richardson in Texas, mit einem Produktionsstudio in Los Angeles. Seit 1994 war 7th Level an der amerikanischen Börse NASDAQ gelistet (Tickersymbol: SEVL).
7th Level entwickelte verschiedene Computerspiele, sowohl aus dem Adventure- als auch dem Action-Genre. Daneben entwickelte die interne Abteilung namens Kids World Entertainment mehrere, teils preisgekrönte Kinder-Lernsoftware-Produkte.
1996 führte man auf der Fachmesse Consumer Electronics Show das Strategiespiel Dominion: Storm Over Gift 3 vor. Konkurrent Blizzard zeigte sich von der angeblichen Live-Vorführung des Spiels so beeindruckt, dass man die bisherigen Arbeiten an dem Strategiespiel StarCraft verwarf und die Entwicklung noch einmal von Grund auf neu begann. Erst Jahre später wurde bekannt, dass es sich nicht um eine Live-Vorführung einer spielbaren Version des Spiels gehandelt hatte, sondern lediglich um ein vorgefertigtes Video zu dem die Präsentatoren nur so taten, als würden sie das Spiel live spielen.
7th Level kämpfte von Anfang an mit finanziellen Schwierigkeiten. Obwohl die Spiele und auch Kindersoftware erfolgreich waren, erwirtschaftete 7th Level in den ersten vier Jahren keinen Gewinn. Seine Great-Adventures-Programmreihe für Kinder hatte mit starker Konkurrenz durch CUC International zu kämpfen. In der Unternehmensführung gab es Uneinigkeit, ob man sich auf die weitere Entwicklung von Shoot-Em-Up-Computerspielen oder Kinder-Lernsoftware konzentrieren sollte. Die Computerspiele hatten 90 % der 20,5 Millionen US-Dollar Umsatz des Vorjahres ausgemacht. Nachdem die Entwicklung von Kindersoftware eingestellt worden war, verließ Mitgründer Grayson das Unternehmen. Schließlich entschied man sich jedoch dazu, sich ganz aus der Computerspiel-Branche zurückzuziehen und stattdessen Anwendungen für das noch relativ neue Internet zu entwickeln.
Im November 1997 gab 7th Level bekannt, das Unternehmen Pulse Entertainment aufkaufen zu wollen und die beiden Unternehmen zu einem neuen Unternehmen namens P7 Solutions zu fusionieren. 21 Millionen Anteile an 7th Level sollten an die Aktionäre von Pulse Entertainment ausgegeben werden. 1998 wurde aber, ohne Angabe genauer Gründe, diese Vereinbarung widerrufen.
Die Spiele-Sparte wurde weitgehend aufgelöst, die vorhandenen Projekte aufgegeben oder verkauft. Das weitgehend fertiggestellte Strategiespiel Dominion: Storm Over Gift 3 konnte an das junge Unternehmen Ion Storm verkauft werden. Die Ion-Storm-Gründer Todd Porter und Jerry O’Flaherty waren zuvor bei 7th Level für Entwurf und Entwicklung des Spieles zuständig gewesen, bevor sie das Unternehmen verließen, um Ion Storm zu gründen. Zusammen mit dem Spiel erwarb Ion Storm die Lizenz für 7th Levels TopGun-Technologie und das erste Missionpack.
Mitte der 1990er Jahre hatte 7th Level die Rechte an einem auf den Riftwar-Büchern von Raymond Feist basierenden Rollenspiel erhalten. Zur Entwicklung von Return to Krondor holte man die Entwickler PyroTechnix Inc. hinzu. Als 7th Level nun die Spiele-Sparte aufgab, übernahm Sierra On-line die Rolle als Publisher für PyroTechnix.
Die Vertriebsrechte für ihre Monty-Python-Spiele wurden von Panasonic Interactive erworben.

### Internetsoftware, Tutorials und Fusionen
Im Mai 1998 erhielt das Unternehmen von privaten Kapitalgebern 10 Millionen US-Dollar, um die Fertigstellung und Auslieferung einer neuen Internet-Software, genannt Agent 7, zu finanzieren. Mit dieser Software war es möglich, animierte Zeichentrickfiguren in Webseiten und anderen Anwendungen einzubinden. In der Folgezeit wurden Verträge mit mehreren Unternehmen wie etwa Real Networks geschlossen, die Agent 7 einsetzten.
Im Jahr 1999 fusionierte 7th Level mit dem Privatunternehmen Street Technologies Inc. aus White Plains, New York und wurde im Februar 1999 in 7th Street.com umbenannt. Man vertrieb nun Tutorials und Kurse für bekannte Computerprogramme, unter anderem unter der Webadresse Tutorials.com. Noch im selben Jahr kaufte 7th Street das Unternehmen Panmedia auf, die Muttergesellschaft der Online-Lerncommunity learn2.com. 7th Street gab hierfür 1.544.000 Aktien aus, genauere Details über den Kauf blieben geheim. Die Inhalte der Websites learn2.com und tutorials.com wurden unter learn2.com verschmolzen. Im Juni 1999 kaufte 7th Street ein weiteres Unternehmen aus dem Bereich Trainings-Software, die ViaGrafix Corporation (Nasdaq: VIAX). ViaGrafix war damals das umsatzstärkste Computer-Trainings-Unternehmen der Vereinigten Staaten.
Einen Monat später, im Juli 1999, gab man bekannt, dass 7th Street und seine aufgekauften Unternehmen und Marken unter dem neuen Namen Learn2.com vereinigt wurden. Das Unternehmen änderte auch sein Börsentickersymbol von SEVL zu LTWO.
Im August 2002 erwarb das Unternehmen Learn.com schließlich Learn2 Corp., und damit den Namen „Learn2“ und die Websites learn2.com und tutorials.com.

## Spiele

### Entwickelte Spiele
- Tuneland feat. Ron Williams (1993)
- Lil' Howie's Great Word Adventure (1997)
- Lil' Howie's Great Math Adventure (1997)
- Lil' Howie's Great Reading Adventure (1998)
- Monty Python’s Complete Waste of Time (1994)
- Battle Beast (1995)
- Take Your Best Shot (1995)
- Ace Ventura (1996)
- Arcade America (1996)
- Monty Python & The Quest for the Holy Grail (1996)
- Tracer (1996)
- G-Nome (1997)
- Tamagotchi CD-ROM (1997)
- Monty Python’s The Meaning Of Life (1998)

### Publisher für
- Helicops (1997)